# 鐵峰頂
鐵峰頂 — 化學元素豐度圖上，在 Fe（V、Cr、Mn、Fe、Co和Ni）元素鄰近的局部極大。
在鐵之前的元素進行核融合釋放能量，比鐵重的元素需要消耗能量才能進行核融合，取代的是以核分裂釋出能量。化學元素的恆星核合成因而很正常的產生了鐵峰頂。重的元素只有在超新星核合成才會產生，因此在我們鄰近的區域有著較多的鐵峰頂元素。

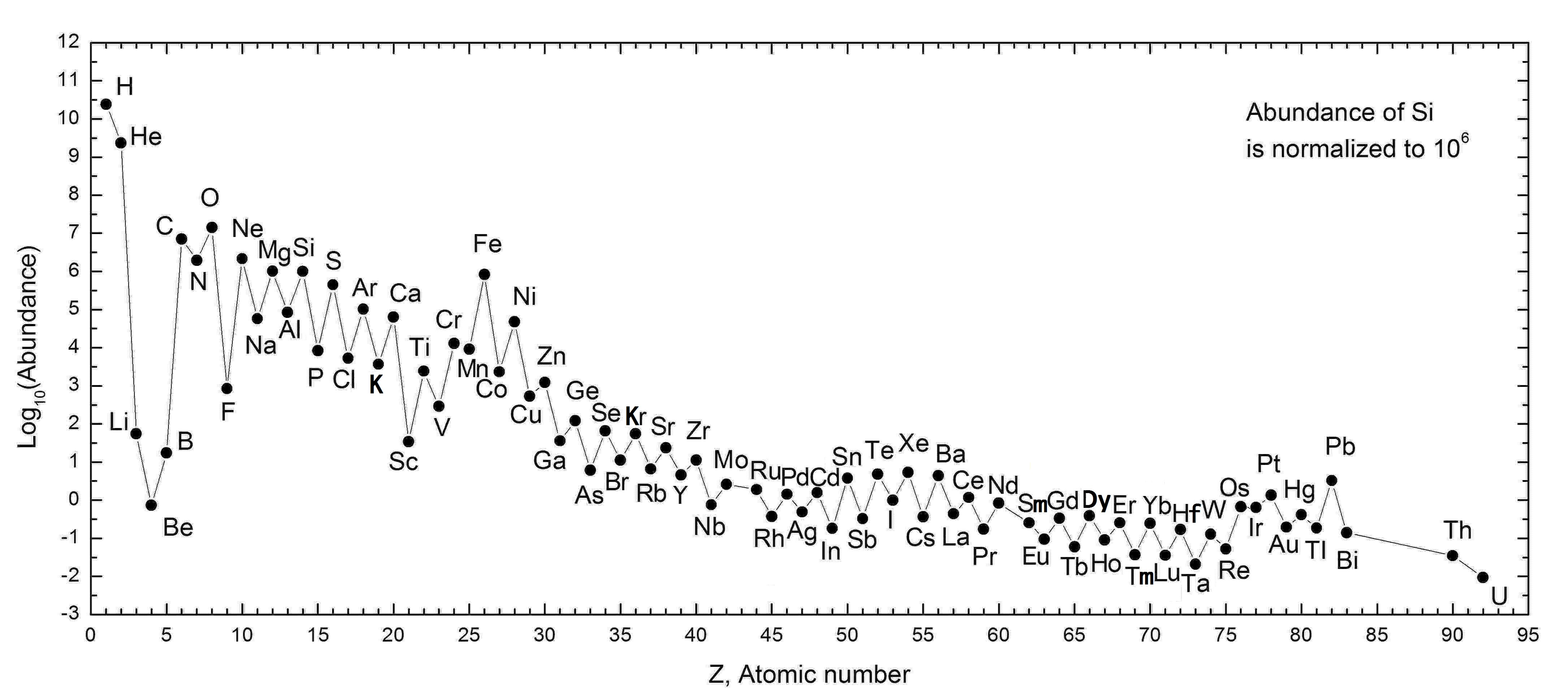
化學元素的豐度：太陽系的豐度。

## 束縛能
下圖顯示各種元素的束縛能。束縛能經由兩種不同的途徑增加：
1. 它是從核心中移除核子所必須的能量。
2. 當一個核子被加入核心時所釋放出來的能量。

如同所見的，像氫這樣的氫元素在被加入核子時能釋放出極大的能量（束縛能增加很多）－核融合的過程；反過來，像鈾這樣的重元素，當核子被移出時會釋放出能量－核分裂 的過程。由於原子量58和62的原子核有著最大的束縛能，導致加入4個核子進入鐵-56產生下一個元素－鋅60－時，實際上是消耗能量而不是釋放能量。因此鐵56是大質量恆星以核融合能產生的最後一種元素（參考矽燃燒過程）。